# Rey de Ruanda
El Rey de Ruanda (en kiñaruanda: Umwami w'u Rwanda) fue el gobernante de dicho reino africano hasta 1961, fecha en el cual fue abolida la monarquía por medio de un referéndum, convirtiendo a Ruanda en una República; el último titular de este cargo fue Jean-Baptiste Ndahindurwa, con el nombre de Kigeli V.
Es de hacer notar que la única prueba de la existencia de los monarcas antiguos proviene de fuentes históricas orales.  Algunos historiadores los consideran puramente mitológicos; incluso si existieron hay que considerar las fechas como aproximaciones.
Fallecido el 16 de octubre de 2016, a los 80 años de edad, en EE. UU. donde permanecía exiliado y creó una organización para  ayudar a refugiados ruandeses, manteniendo sus títulos y el boato de su nombramiento real .

## Reyes de Ruanda

### Primera dinastía
- Ndahiro I: 1350-1386
- Ndoba: 1386-1410
- Samembe: 1410-1434
- Nsoro: 1434-1458
- Ruganzu I: 1458-1482
- Cyirima I: 1482-1506

### Segunda dinastía
- Kigeli I: 1506-1528
- Mibabwe I: 1528-1552
- Yuhi I: 1552-1576
- Ndahiro II: 1576-1600

### Tercera dinastía
- Ruganzu II: 1600-1624
- Mutara I: 1624-1648
- Kigeli II: 1648-1672
- Mibambwe II: 1672-1696
- Yuhi II: 1696-1720
- Karemeera: 1720-1744
- Cyirima II: 1744-1768
- Kigeli III: 1768-1792
- Mibabwe III: 1792-1797
- Yuhi III:  1797-1830
- Mutara II: 1830-1853
- Kigeli IV: 1853-noviembre de 1895
- Mibambwe IV: noviembre de 1895-diciembre de 1896
- Yuhi V: diciembre de 1896-12 de noviembre de 1931
- Mutara III: 12 de noviembre de 1931-25 de julio de 1959
- Kigeli V: 25 de julio de 1959-28 de enero de 1961